# クリスチャン・サナビア
クリスチャン・サナビア（Cristian Sanavia、1975年2月27日 - ）は、イタリアのプロボクサー。ピオーヴェ・ディ・サッコ出身。元WBC世界スーパーミドル級王者。KO率は高くなかったが卓越した技巧を武器にした選手。母国をベースに戦っているおかげで人気を集めたが逆に国外では人気が集まらなかった。

## 来歴
1997年10月10日、サナビアはプロデビューを果たし2回KO勝ちを収め白星でデビューを飾った。
1998年10月9日、サント・コロンボと対戦し8回判定勝ちを収めた。
1999年6月19日、マルコ・デル・ウオモとイタリアミドル級王座決定戦を行い10回判定勝ちを収め王座獲得に成功した。
1999年10月22日、アレッサンドロ・フィリッポと対戦し7回TKO勝ちを収め初防衛に成功した。
2000年2月25日、クラウディオ・カルランテと対戦し4回TKO勝ちを収め2度目の防衛に成功した。
2000年4月12日、フランシスコ・ペルニーセと対戦し3回KO勝ちを収め3度目の防衛に成功した。
2000年7月14日、アンディレ・トションゴロと対戦し初回KO勝ちを収めた。
2001年2月17日、WBCインターナショナルミドル級王者ジェリー・エリオットと対戦し12回判定勝ちを収め王座獲得に成功した。
2001年7月28日、ラモン・ペドロ・モヤーノと対戦し最終12回TKO勝ちを収め初防衛に成功した。
2001年12月1日、モラーデ・ハッカールとEBUヨーロッパミドル級王座決定戦を行い12回2-0(114-114、115-113、115-114)の判定勝ちを収め王座獲得に成功した。
2002年5月11日、ミランでモラーデ・ハッカールと5ヶ月ぶりに対戦するが7回終了時棄権によるTKO負けを喫し初防衛に失敗し王座から陥落した。
2003年2月11日、シルビオ・ウォルター・ロハスと対戦し2回TKO勝ちを収めた。
2003年6月7日、ピエーレ・モレノと対戦し6回判定勝ちを収めた。
2004年2月10日、マイク・アルゴートと対戦し8回判定勝ちを収めた。
2004年6月5日、WBC世界スーパーミドル級王者マルクス・バイエルと対戦し12回2-1(114-115、116-113、116-115)の判定勝ちを収め王座獲得に成功した。
2004年10月9日、マックス・バイエルとダイレクトリマッチを行ったが6回44秒KO負けを喫し初防衛に失敗し王座から陥落した。
2005年7月16日、ダニーロ・ハウッソとWBAインターコンチネンタルスーパーミドル級王座決定戦を行い12回0-2(115-115、114-115、114-116)の判定負けを喫し王座獲得に失敗した。
2006年7月27日、シルバイン・ゴミースと対戦し6回判定勝ちを収めた。
2007年6月1日、EBUヨーロッパスーパーミドル級王者ダビッド・ゴギーヤと対戦し12回2-1(115-116、117-112、116-114)の判定勝ちを収めEBU王座2階級制覇を達成した。
2007年12月8日、ダニーロ・ハウッセールと対戦し12回1-1(114-112、113-113、112-114)の三者三様の引き分けに終わったが初防衛に成功した。
2008年4月12日、カロ・ムラトと対戦し12回0-3(112-115、113-114、111-116)の判定負けを喫し2度目の防衛に失敗し王座から陥落した。
2009年2月28日、EBUヨーロッパスーパーミドル級王者カロ・ムラトと10ヶ月ぶりに対戦し10回5秒TKO負けを喫し10ヶ月ぶりの王座返り咲きに失敗した。
2010年4月24日、サンドール・ラモクサと対戦し8回判定勝ちを収めた。
2010年10月22日、ハディーラ・モハメディと対戦し8回判定勝ちを収めた。
2011年7月29日、アルマンド・タターリと対戦し6回判定勝ちを収めた。
2012年4月21日、EBUヨーロッパスーパーミドル級王者で後のIBF世界スーパーミドル級王者ジェームス・デゲールと対戦し4回2分58秒TKO負けを喫し3年2ヶ月ぶりの王座返り咲きに失敗した。
2013年9月28日、マルコ・ベンゾンと対戦し6回判定勝ちを収めた。
2014年3月22日、キリル・プソンコト対戦し6回判定勝ちを収めた試合で最後に39歳で現役を引退した。

## 獲得タイトル
- イタリアミドル級王座
- WBCインターナショナルミドル級王座
- EBUヨーロッパミドル級王座
- WBC世界スーパーミドル級王座（防衛0）
- EBUヨーロッパスーパーミドル級王座